# Keke (6ix9ine)
Keke è un singolo del rapper statunitense 6ix9ine, pubblicato il 14 gennaio 2018 dalla ScumGang. Il brano è contenuto nel mixtape Day69, e ha raggiunto la quarantatreesima posizione della Billboard Hot 100.

## Video musicale
Il video musicale è stato presentato in anteprima mondiale da WorldStarHipHop sul canale YouTube ufficiale il 14 gennaio 2018. È stato diretto da Figure Eight Films e presenta 6ix9ine, Fetty Wap e A Boogie wit da Hoodie nelle strade di New York, in modo simile al video di Gummo, Kooda e Billy.

## Classifiche
| Classifica (2018)         | Posizione massima |
| ------------------------- | ----------------- |
| Stati Uniti               | 43                |
| Stati Uniti (R&B/Hip-Hop) | 22                |
| Stati Uniti (Rap)         | 20                |